# Zadobrovška cesta, Ljubljana
Zadobrovška cesta je ena izmed daljših cest v Ljubljani. Nahaja se na vzhodno od središča mesta in poteka skozi Polje, Novo Polje in Zadobrovo.

## Urbanizem
Zadobrovška cesta se prične v križišču z Zaloško cesto pri cerkvi Sv. Marije. 
Konča se pri stiku s Šmartinsko cesto in z uvoznimi/izvoznimi cestami vzhodne ljubljanske obvoznice. 
Preči jo Sneberska cesta, nanjo pa se povezujejo številne lokalne ceste, označene z rimskimi številkami.
Na cesto se (od juga proti severu) povezujejo: večnivojska/kraka cesta Polje, Rjava, Novo Polje, Cesta I, Novo Polje, Cesta III, Novo Polje, Cesta VII, Novo Polje, Cesta IX, Novo Polje, Cesta XI, Novo Polje, Cesta XIII, Novo Polje, Cesta XV, Novo Polje, Cesta XVII, Novo Polje, Cesta XXI, Cvetlična pot, Berčenova pot, Cesta na Ozare, Zdešarjeva, Arničeva, Sončna pot, na Ježah, Sneberska, Cesta v Prod in Šmartinska.
Ob cesti se nahajajo: 
- cerkev Device Marije,
- Osnovna šola Polje,
- Pokopališče Polje,
- Policijska postaja Ljubljana Polje,
- Osnovna šola Polje (št. 11),
- Osnovna šola Zadobrova (št. 35),
- pošta 1260 (št. 14),
- policijska postaja za izravnalne ukrepe Ljubljana,
- Gasilska zveza Ljubljana,
- gostilna Gestrin,...

## Javni potniški promet
Po Zadobrovški cesti potekata trasi mestnih avtobusnih linij št. 10, 12 in 25. 
Na vsej ulici so štiri postajališča in obračališče mestnega potniškega prometa.   

### Postajališča MPP
| postajališče            | št. linije |
| ----------------------- | ---------- |
| 304074 Polje            | 12, 25     |
| 304082 Polje - kolodvor | 12, 25     |
| 204102 Novo Polje       | 12, 25     |
| 204083 Zadobrova        | 10, 12     |

| postajališče                   | št. linije |
| ------------------------------ | ---------- |
| 204082 Zadobrova               | 12         |
| 204081 Zadobrova (obračališče) | 10, 25     |
| 204101 Novo Polje              | 12, 25     |
| 304081 Polje - kolodvor        | 12, 25     |
| 304073 Polje                   | 12         |